# Pas del Banyader
El Pas del Banyader és un pas de muntanya o petita collada situada a 1.476,7 m d'altitud del terme municipal de Conca de Dalt (antic terme d'Hortoneda de la Conca), en l'àmbit de l'antic poble d'Herba-savina.
Està situat al nord d'Herba-savina, al nord-oest de l'Espluga de l'Ordial. Hi passa la Pista del Roc de Torrent Pregon.